# Макаров Дмитро Олександрович
Дмитро́ Олекса́ндрович Мака́ров — полковник Збройних сил України, військовий льотчик, Міг-29.

## З життєпису
Його батько був військовим, родина мешкала у містечку «Архангельськ-55», Нова Земля.
1999 року закінчив Харківський інститут льотчиків, отримав розподіл до Чернігівського навчального полку. 2004 року училище скоротили, Макарову запропонували посаду в іншій авіаційній частині — польоти на навчальних літаках Л-39. 2007 року й цю частину скоротили, переведений до Івано-Франківська — 114 бригада тактичної авіації.

## Нагороди
31 жовтня 2014 року за особисту мужність і героїзм, виявлені у захисті державного суверенітету та територіальної цілісності України, вірність військовій присязі під час російсько-української війни, відзначений — нагороджений орденом Богдана Хмельницького III ступеня.